# Letsie II.
Letsie II. [leˈt͡siɪ] (* um 1869; † 1913; auch Letsie Lerotholi; gelegentlich Letsienyana, deutsch „Kleiner Letsie“) war von 1905 bis 1913 Oberhaupt (Sesotho morena e moholo, englisch Paramount Chief) des Volkes der Basotho in Basutoland, heute Lesotho.

## Leben
Letsie II. war der erstgeborene Sohn der Zweitfrau des morena e moholo Lerotholi. Er wuchs im Dorf seines Vaters auf, Likhoele bei Matsieng. Mit seinem Vater kämpfte er 1898 erfolgreich gegen dessen Onkel Masopha. 
Am 9. August 1905 starb Lerotholi. Letsie II. war der erste morena e moholo, der vom britischen High Commissioner ernannt wurde. Er gründete das Dorf Phahameng zwischen Likhoele und Morija, in dem er fortan residierte. Letsie II. sprach sich gegen die Integration Basutolands in die 1910 gegründete Südafrikanische Union aus. Bei der Gründung des South African National Council, dem Vorläufer des African National Congress, war Letsie II. einer der Versammlungsleiter. Er starb 1913.
Letsie II. hatte lange ein Verhältnis mit ’Mamojela, einer verwitweten Nebenfrau seines Großvaters Letsie I. Aus einer Ehe ging als einziger männlicher Nachkomme der Sohn Tau hervor, der jedoch kurz nach Letsies II. Tod auf ungeklärte Weise starb. Letsies Nachfolger wurde sein Bruder Griffith Lerotholi. 